# Jake McGee
Jacob Daniel McGee (San Jose, 6 agosto 1986) è un giocatore di baseball statunitense, lanciatore di rilievo per i San Francisco Giants della Major League Baseball.

## Carriera

### Inizi e Minor League (MiLB)
McGee è nato a San Jose in California ma è cresciuto nella cittadina di Sparks nello stato del Nevada, dove frequentò la Edward C. Reed High School.
Dopo aver ottenuto il diploma venne selezionato nel 5º turno del draft MLB 2004 dai Tampa Bay Devil Rays, che lo assegnarono nella classe Rookie. L'anno seguente militò nella classe A-breve e nel 2006 partecipò al campionato della classe A.
Nel 2007 prevalentemente nella classe A-avanzata e fece il suo debuttò nella Doppia-A, categoria dove giocò per parte della stagione successiva, prima di sottoporsi alla Tommy John surgery al gomito sinistro l'8 luglio 2008.
Nel 2009 giocò nella classe A-avanzata e nella classe Rookie.

### Major League (MLB)

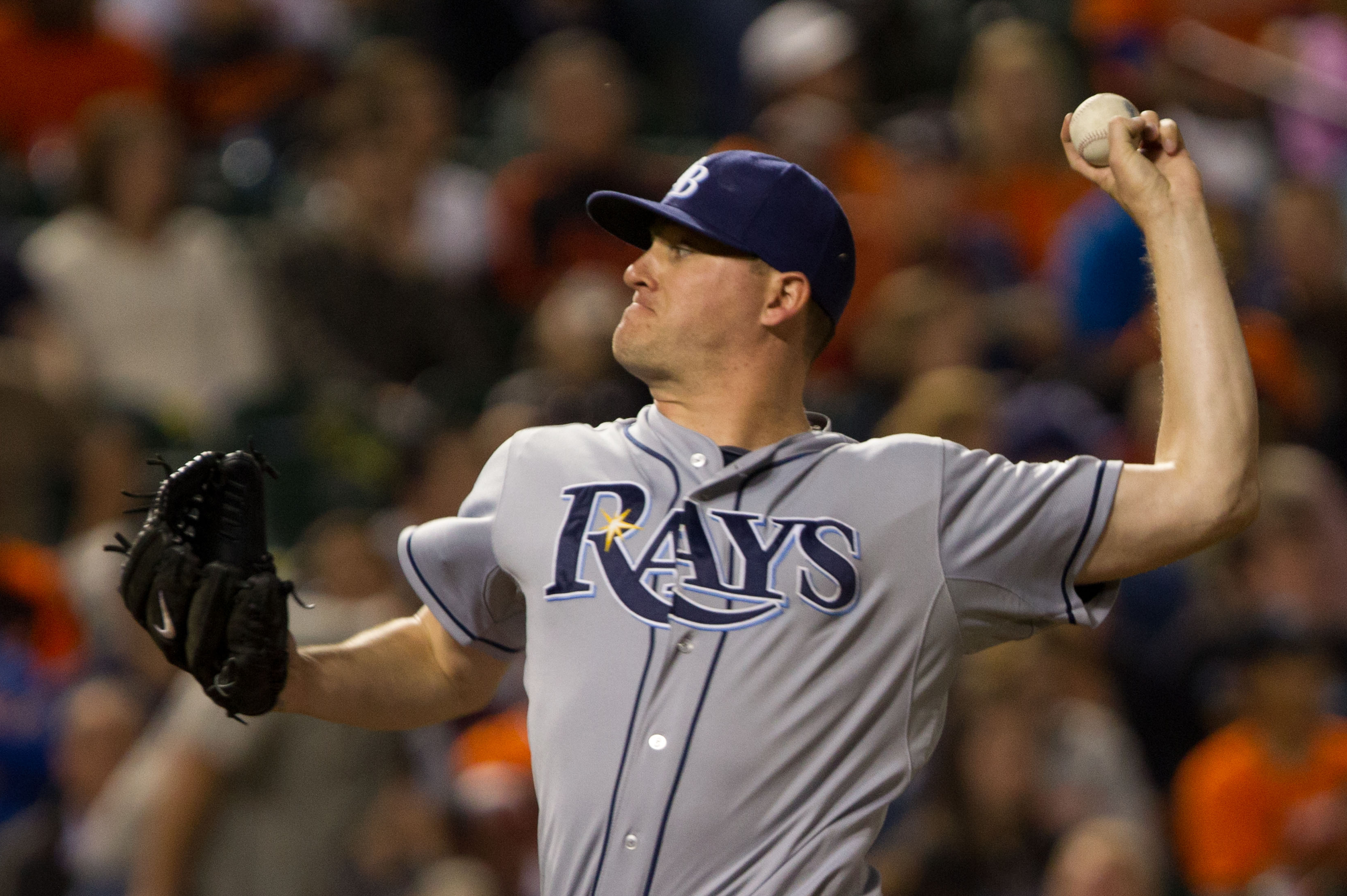
McGee con i Rays nel 2012

McGee debuttò nella MLB il 14 settembre 2010, al Tropicana Field di St. Petersburg contro gli New York Yankees. Concluse la stagione con all'attivo 8 partite disputate nella MLB e 30 nella Minor League (19 nella Doppia-A e 11 nella Tripla-A). L'anno seguente partecipò a 37 partite nella Major League e 24 nella Tripla-A.
Negli ultimi mesi della stagione 2014, i Rays assegnarono a McGee il ruolo di lanciatore di chiusura della squadra. Dopo essersi operato al gomito nel dicembre 2014, McGee passò la prima parte della stagione 2015 nella Tripla-A. In agosto dovette terminare la stagione in anticipo per un infortunio al ginocchio.
Il 28 gennaio 2016, i Rays scambiarono McGee e Germán Márquez con i Colorado Rockies per Corey Dickerson e Kevin Padlo. Il 3 dicembre 2016 firmò un contratto del valore di 5.9 milioni di dollari per la stagione 2017.
Il 15 dicembre 2017, McGee firmò un contratto triennale dal valore complessivo di 27 milioni di dollari con i Rockies. Il 17 luglio 2020, McGee venne svincolato dai Rockies.
Il 21 luglio 2020, McGee firmò un contratto valido un anno con i Los Angeles Dodgers. Divenne free agent poco dopo la conquista delle World Series con i Dodgers.
Il 17 febbraio 2021, McGee firmò un contratto biennale con i San Francisco Giants.

## Nazionale
McGee venne convocato dalla Nazionale di baseball degli Stati Uniti d'America per l'edizione 2017 del World Baseball Classic, ottenendo come il resto della squadra al termine della competizione, la medaglia d'oro.

## Palmarès

### Club
- World Series: 1

Los Angeles Dodgers: 2020

### Nazionale
- World Baseball Classic:  Medaglia d'Oro

Team USA: 2017